# فرودگاه ادمندستون
فرودگاه ادمندستون (به انگلیسی: Edmundston Airport) یک فرودگاه همگانی است که یک باند فرود آسفالت دارد و طول باند آن ۱۳۷۱ متر است. این فرودگاه در کشور کانادا قرار دارد و در ارتفاع ۱۴۹ متری از سطح دریا واقع شده است.